# Plaza de toros de Las Palomas
La plaza de toros de las Palomas, oficialmente "Monumental Las Palomas", es un coso taurino español de 1969, ubicado en Algeciras (Cádiz) España, de Segunda Categoría y que cuenta con una capacidad para más de once mil espectadores.

## Historia
Desde 1765 se celebraron festejos taurinos en Algeciras con carácter oficial y periódico. En 1850, tras la concesión mediante Real Orden, de permiso para celebrar en la ciudad una feria de ganado se organizó en Algeciras una Junta encargada de la construcción de una plaza de toros fija. Esta plaza fue inaugurada en junio de 1851 con el nombre de La Constancia y tenía aforo para 8000 espectadores. Torearon en la corrida inaugural los matadores José Redondo "El Chiclanero" y Manuel Jiménez "El Cano". En 1866 al encontrarse esta primitiva plaza en mal estado para la celebración de corridas de toros varios vecinos de la localidad se organizan en la Sociedad Propietaria de la nueva plaza de toros. Con donaciones particulares adquirieron el antiguo coso por 40 000 reales y comenzaron a edificar uno nuevo en el mismo lugar, la cima del Paseo del Calvario al norte de la ciudad. En 1868 se inaugura la nueva plaza de toros, que pasa a denominarse La Perseverancia, con los toreros Antonio Sánchez "El Tato" y Ángel López Regatero. El crecimiento de la ciudad en los años siguientes hizo que esta plaza quedase incluida dentro del núcleo urbano y su aforo resultó insuficiente. Así en 1969 se inaugura la plaza de toros de Las Palomas junto al nuevo recinto ferial al pie del cerro de los Adalides (también llamado de las Palomas por encontrarse en él un cuartel militar dedicado a la colombofilia). La primera corrida de toros celebrada en la nueva Plaza tuvo por cartel a Miguelín, Paquirri y Ángel Teruel.

El recinto ferial de la ciudad de Algeciras cuenta con la Plaza de toros de Las Palomas en su parte más alta. Durante los primeros años de existencia de este nuevo recinto las críticas a su ubicación fueron constantes debido a que la ciudadanía consideraba que se encontraba demasiado lejos de la ciudad. Sin embargo en los años siguientes los alrededores del ferial son urbanizados dejando el recinto incluido dentro de la ciudad. La feria hoy se celebra durante nueve días, ha sido nombrada de Interés Turístico Nacional y sigue contando con gran aceptación en la ciudad.

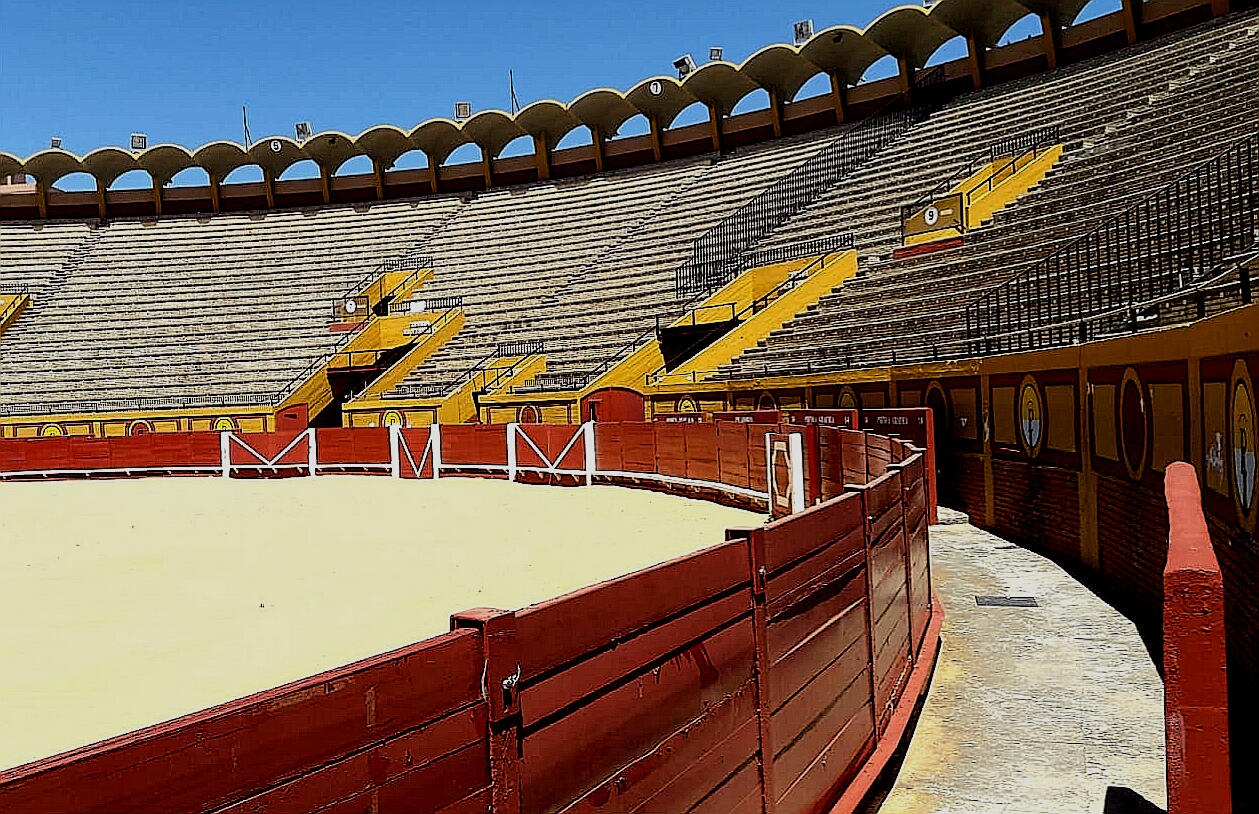
Imagen hecha desde el callejón de la plaza de toros de algeciras

En la Puerta Grande de la plaza, se encuentra el monumento al algecireño e histórico del toreo español Miguel Mateo Salcedo, que mantuvo una gran rivalidad con Manuel Benítez "El Cordobés" llegando incluso el 18 de mayo de 1968 a saltar al ruedo vestido de calle durante una corrida de este (acercándose al toro y acariciándolo para demostrar que era demasiado manso para ser lidiado).
Gracias a una subvención de 116.000 euros otorgada por la Junta de Andalucía sirvió para el financiamiento de parte de las obras que llevó a cabo el ayuntamiento en la plaza con la creación de pasarelas sobre los corrales que también fueron ampliados así como la creación de un aula para la escuela taurina.